# Wartburgs voetbalkampioenschap 1929/30
In 1929/30 werd het tiende Wartburgs voetbalkampioenschap gespeeld, dat georganiseerd werd door de Midden-Duitse voetbalbond. Preußen Langensalza werd kampioen en plaatste zich zo voor de Midden-Duitse eindronde. De club versloeg 1. FC Greiz en verloor dan van SC Apolda.

## Gauliga
| Plaats | Club                        | Wed. | W  | G | V  | Saldo | Ptn.  |
| ------ | --------------------------- | ---- | -- | - | -- | ----- | ----- |
| 1.     | FC Preußen 1909 Langensalza | 16   | 14 | 2 | 0  | 88:32 | 30:2  |
| 2.     | SC Borussia Eisenach        | 16   | 11 | 2 | 3  | 60:25 | 24:8  |
| 3.     | VfB 1909 Mühlhausen         | 16   | 8  | 3 | 5  | 51:32 | 19:13 |
| 4.     | FC Wacker 1907 Gotha        | 16   | 7  | 1 | 8  | 44:44 | 15:17 |
| 5.     | SpVgg Schlotheim            | 16   | 7  | 0 | 9  | 43:47 | 14:18 |
| 6.     | SpVgg 1909 Eisenach         | 16   | 5  | 3 | 8  | 37:44 | 13:19 |
| 7.     | SV 1901 Gotha               | 16   | 3  | 5 | 8  | 21:54 | 11:21 |
| 8.     | SV 1899 Mühlhausen          | 16   | 2  | 5 | 9  | 32:56 | 9:23  |
| 9.     | FC Meteor Waltershausen     | 16   | 4  | 1 | 11 | 24:66 | 9:23  |

|  | Kampioen, geplaatst voor Midden-Duitse eindronde |